# Gwidon Miklaszewski

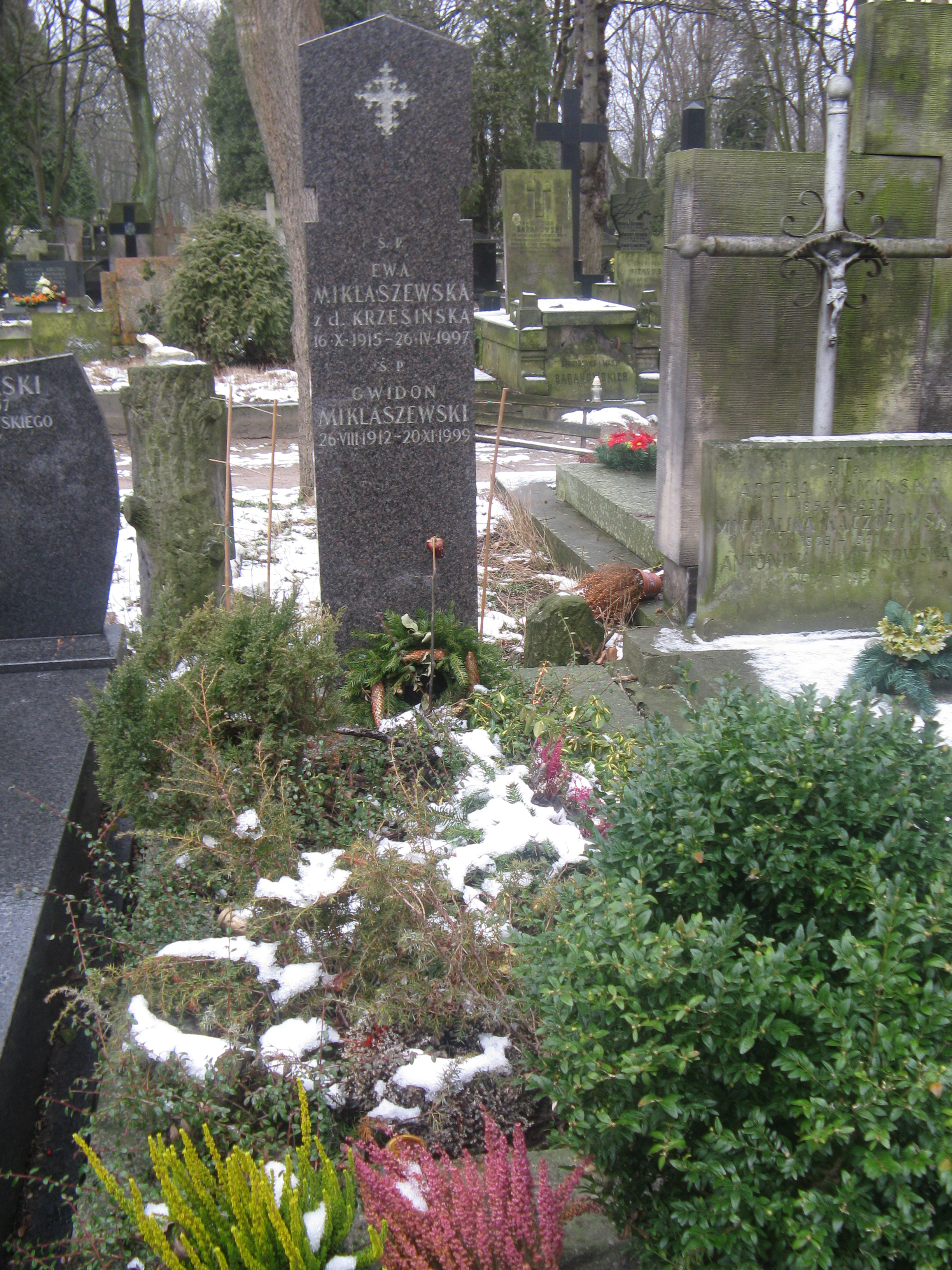
Grób Gwidona Miklaszewskiego oraz jego żony Ewy z Krzesińskich Miklaszewskiej na cmentarzu Powązkowskim

Gwidon Adam Miklaszewski (ur. 24 sierpnia 1912 w Berlinie, zm. 20 listopada 1999 w Warszawie) – polski rysownik-humorysta, autor ilustracji książkowych, filmów animowanych, reklam.

## Życiorys
Urodził się w rodzinie Adama Miklaszewskiego (ur. 1885) i Cecylii z domu Granatowicz (ur. 1885). Absolwent Państwowego Męskiego Gimnazjum Humanistycznego im. Ignacego Jana Paderewskiego w Poznaniu (1931). Studiował ekonomię i prawo na Uniwersytecie Poznańskim, które ukończył w 1934. Podczas studiów w 1932 zadebiutował jako karykaturzysta w piśmie „Ilustracja Polska”. Podczas II wojny światowej ukrywał się w Krakowie i Nowym Targu, w 1947 zamieszkał w Katowicach, gdzie rysował dla „Dziennika Zachodniego”. W 1960 uczestniczył w powstawaniu filmów animowanych.
Współpracował z prasą codzienną i tygodniową: „Wróble na Dachu”, „Kocynder”, „Szpilki”, „Polska”, „Świat”, „Dziennik Zachodni” oraz „Express Wieczorny”, gdzie od 1948 do wprowadzenia stanu wojennego publikował cykl rysunkowy „Nasza Syrenka” (osiem tysięcy rysunków).
Zmarł 20 listopada 1999 w Warszawie w wieku 87 lat i został pochowany na cmentarzu Powązkowskim (kwatera 199-5-17).

## Odznaczenia
- Order Uśmiechu (1985)[2]

## Życie prywatne
Żonaty z Ewą Miklaszewską z domu Krzesińską (1915–1997). Ojciec Andrzeja, Maryny i Agaty Miklaszewskich.